# 歯舞漁港
歯舞漁港（はぼまいぎょこう）は、北海道根室市歯舞にある漁港。根室半島の先端付近の南側、太平洋に面する。漁港の西側にはポンコタン島が、さらに西にはマッカヨウ岬が位置する。

## 歴史
- 1912年（明治45年） - 歯舞漁業協同組合の前身である歯舞他5ケ村漁業組合が設立[2]
- 1944年（昭和19年） - 歯舞漁業会が設立[2]
- 1949年（昭和24年）8月1日 - 水産業協同組合法の施行に伴って歯舞漁業協同組合が設立[2]
- 2022年（令和4年）釧路開発建設部と歯舞漁協が整備を進めていた高度衛生管理型施設が完成[3]